# Turbocompressore

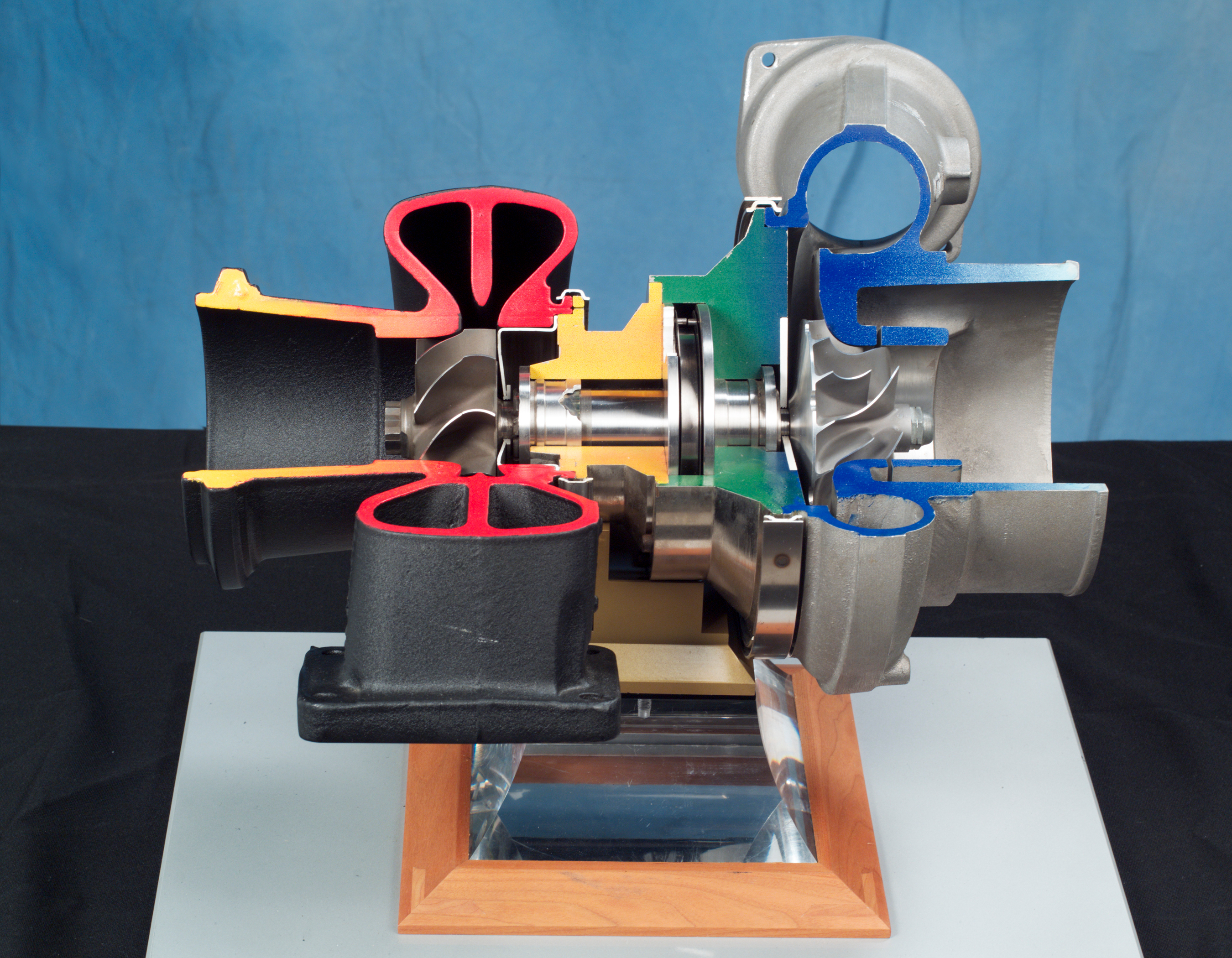
Esempio di un turbocompressore in sezione. Sul lato sinistro dell'immagine si può vedere il lato "caldo", mentre sul lato destro quello "freddo".

Il turbocompressore (noto anche come turbo-gruppo o semplicemente turbo) è un sistema meccanico con scopo di sovralimentazione nel motore a combustione interna.
Il turbocompressore è costituito dall'accoppiamento tra una turbina centripeta (il lato "caldo" o lato di scarico del turbo-compressore, dove vengono ricevuti i gas di scarico ad alta temperatura) e un compressore centrifugo (il lato "freddo" o lato di aspirazione, nel quale viene risucchiata l'aria da comprimere). Esso costituisce il metodo più diffuso per la sovralimentazione dei motori endotermici, in particolare quelli per autotrazione.

## Posizione
Il turbocompressore è installato più vicino possibile alla testata del motore a quattro tempi, dove si hanno i condotti di scarico e alimentazione.
I collettori di scarico affluiscono al lato caldo del turbocompressore o convogliandosi in un unico condotto o come nel caso dei turbocompressori Twin Scroll in due condotti.
Per quanto riguarda il lato freddo del turbogruppo, se esso comprime l'aria prima dell'organo di miscelazione del combustibile col comburente (carburatore o iniettore), tali organi di miscelazione, soprattutto se del tipo a carburatore vengono definiti soffiati, mentre se tali organi sono posti a monte del turbogruppo essi sono detti aspirati

## Struttura
Questa turbomacchina è composta da due parti calettate tra loro:
- compressore (lato freddo):
- turbina (lato caldo):

Questi due elementi sono caratterizzati, ciascuno, da una girante dedicata (in inglese è chiamata impeller), che può ruotare ad alta velocità all'interno di un suo alloggiamento a forma di chiocciola. Perciò, nel turbocompressore, vi saranno una girante di aspirazione e una di scarico, che sono collegate tra di loro e rese solidali tramite un albero, e tali giranti ruoteranno, all'interno dei loro alloggiamenti, alla stessa velocità angolare.
La girante della turbina, posta all'interno della sua chiocciola di scarico in ghisa, viene messa in rotazione dall'azione dei gas di scarico, quando questi ultimi hanno valori sufficientemente elevati di entalpia da cedere alla turbina sotto forma di lavoro (cioè di energia ceduta dalla corrente dei gas di scarico alla girante della turbina, anche chiamato salto entalpico) ed energia cinetica.
Dunque, la turbina raccoglie l'energia (sotto la forma di energia cinetica e di entalpia) dei gas di scarico e la trasforma in energia meccanica utile a mettere in rotazione il compressore. Perciò, la rotazione della girante di scarico provoca, conseguentemente, la rotazione della girante del compressore (generalmente, quest'ultima è costruita in lega leggera di magnesio), dato che sono collegate tra di loro, lungo il loro asse di rotazione, mediante un piccolo albero.
La girante del compressore, all'interno della sua struttura a chiocciola (quest'ultima costruita in lega di titanio o alluminio), è trascinato in rotazione dalla turbina, comprime l'aria e la immette, quindi, nel collettore d'aspirazione, fornendo ai cilindri del motore un volume d'aria maggiore di quanto ne potrebbero aspirare nell'unità di tempo se tale motore fosse semplicemente un aspirato. Quindi, il turbocompressore è un complesso altamente efficiente, in quanto utilizza l'energia residua (che altrimenti andrebbe dispersa) dei gas di scarico per azionare la turbina e, di conseguenza, il compressore.

### Caratteristiche

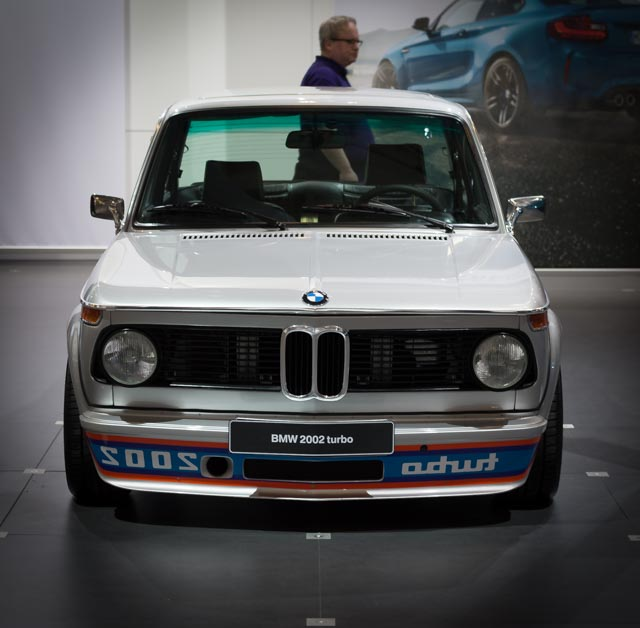
BMW 2002 Turbo, prima vettura stradale europea ad adottare il turbo.

In questo modo è possibile immettere nella camera di scoppio un maggior quantitativo di miscela aria/benzina o aria/gasolio, assicurando così maggiori prestazioni in termini di potenza e di capacità di accelerazione. Tuttavia, proprio in virtù di tale potenza, anche i gas di scarico sono costretti a uscire più velocemente, così anche il turbocompressore ruoterà più rapidamente conferendo una sempre maggiore potenza al propulsore. Le giranti dei moderni turbocompressori possono arrivare a superare i 180.000 giri al minuto.
Il turbocompressore funziona particolarmente bene agli alti regimi di rotazione del motore a combustione interna, mentre fino ai 2.000-3.000 giri al minuto rappresenta quasi sempre uno svantaggio per il motore, per via dell'inerzia della girante di scarico che rallenta l'uscita dei gas di scarico (in quanto la girante della turbina, quando è ferma o gira a velocità di rotazione molto ridotte, rappresenta un ostacolo per il movimento del flusso dei gas di scarico, provocando un aumento della cosiddetta "contropressione" allo scarico), ma questo problema è valido soprattutto per sistemi turbo proporzionalmente grandi, mentre non si verifica con sistemi più piccoli, i quali però hanno meno capacità sovralimentante.
Nei motori ad alte prestazioni c'è, quindi, la tendenza a installare più turbocompressori di ridotte dimensioni anziché uno solo, in modo da avere un ridotto ritardo di risposta alla pressione dell'acceleratore (cioè un basso turbolag) associato a notevoli portate d'aria di alimentazione ad alto regime.

### Accorgimenti
Per non incorrere nel cosiddetto fenomeno della detonazione (cioè il battito in testa), o addirittura nella rottura del motore stesso, non si può superare un determinato rapporto di compressione all'interno dei cilindri e per questo motivo si usano sistemi di sfogo e di deviazione sia dell'aria di aspirazione sia dei gas di scarico, sotto forma di particolari valvole:
- valvola wastegate, per deviare (o bypassare) i gas di scarico in eccesso, che altrimenti imprimerebbero alle giranti del turbo una velocità di rotazione troppo elevata, creando così problemi di affidabilità: questa valvola è utilizzata anche per la regolazione della pressione di sovralimentazione, modulandone l’apertura tramite la ECU.
- valvola pop-off (anche detta blow-off, situata fra il turbocompressore e la valvola a farfalla), che si apre totalmente in fase di rilascio del pedale dell'acceleratore, quando, pur essendo la valvola a farfalla totalmente chiusa, le giranti del turbo continuano a ruotare per effetto dell'inerzia rotazionale, facendo sì che il compressore continui a comprimere e a sospingere l'aria verso la valvola a farfalla. Questa valvola non è necessaria nel motore a ciclo Diesel in quanto privo del corpo farfallato. Quando la pop-off si apre, quest'aria sfiata verso l'esterno o verso un tubo di ritorno. Se quest'aria (che non viene immessa nei cilindri) non venisse sfiatata, andrebbe a "sbattere" contro la farfalla chiusa e creerebbe un'onda di pressione di ritorno verso la girante del compressore, dando origine al cosiddetto colpo d'ariete, un fenomeno che può essere molto dannoso per varie componenti del turbocompressore.

Queste valvole possono essere di due tipi:
- a sfiato interno (dette anche a "ricircolo", o a "by-pass"). Sul lato di aspirazione del turbo, nel caso della pop-off, l'aria compressa in eccesso viene convogliata a monte del compressore, tramite un tubo (o manicotto) collegato allo scarico della valvola stessa, cioè la massa d'aria ripasserà dalla presa di bocca (cioè dalla sezione di ingresso) del compressore, fatto che limiterà pure il fenomeno del turbo-lag. Sul lato di scarico del turbo, nel caso della valvola wastegate, i gas esausti in eccesso vengono convogliati a valle della turbina (ovvero bypassano la turbina), tramite un condotto dedicato (situato nella chiocciola della turbina stessa, nel caso di wastegate interna; o situato nel collettore di scarico nel caso sia una wastegate esterna, separata dalla turbina), la cui apertura viene comandata appunto dalla valvola wastegate, da dove fuoriescono attraverso il collettore di scarico;
- a sfiato esterno (o sfiato libero). Questa tipologia vale solo, sul lato di aspirazione del turbo, per la pop-off. In questo caso, l'aria compressa in eccesso viene semplicemente espulsa in atmosfera da un apposito ugello situato nella valvola, creando un effetto sonoro udibile (il tipico sbuffo).

Altri sistemi più ricercati e generalmente limitati a determinati ambiti sono:
- ALS (Anti-Lag System), sistema che permette d'avere sempre la turbina ad un numero elevato di giri anche in fase di decelerazione, in modo d'avere una pronta risposta alla riapertura del comando gas.
- Motore ad iniezione d'acqua è un metodo che permette di evitare l'insorgenza del fenomeno della detonazione.

Azioni atte a migliorare il comportamento del turbo:
- Frenata con il piede sinistro, sistema che permette di mantenere l'acceleratore leggermente premuto mentre si effettua la frenata, in modo da non incappare in eccessivi ritardi del turbo.
Per alcune categorie particolari di mezzi, come le Formula 1, questa caratteristica venne sfruttata anche per fini aerodinamici, atti a migliorare la deportanza.[4]

## Sistemi combinati
Il sistema turbocompressore può anche essere costituito da più turbocompressori organizzati in vario modo, oppure si può associare uno o più turbo a un compressore meccanico. Vediamo alcuni esempi.

### Turbocompressore e compressore volumetrico
In tema di sistema combinato di turbocompressore e di compressore volumetrico si cita, ad esempio, il sistema montato sulla Lancia Delta S4 del 1985, il cui motore a quattro cilindri di 1.800 cm³ era declinato in due versioni, una stradale che erogava 250 Cavalli vapore (circa 185 kW) e una da rally che poteva erogare oltre 500 cavalli vapore (circa 370 kW).
Tale unità utilizzava un sistema di sovralimentazione in cui un compressore volumetrico e un turbocompressore operavano in serie. Il compressore volumetrico partiva subito fin dal regime di minimo, e la sua azione di pompaggio dell'aria (il compressore era di tipo volumetrico a lobi) aumentava proporzionalmente con i giri del motore. A un certo regime di giri del motore c'era l'entrata in funzione del turbocompressore che, per un breve range di giri funzionava insieme con il compressore; quando il turbo raggiungeva la condizione di pieno carico, il compressore veniva completamente bypassato: una funzione in particolar modo utile agli alti regimi motore, per limitare l'assorbimento meccanico di potenza all'albero motore che serviva per l'azionamento del compressore.
Questa soluzione è stata ripresa recentemente dal gruppo Audi-VW su molti motori TSI.

### Multi-turbo

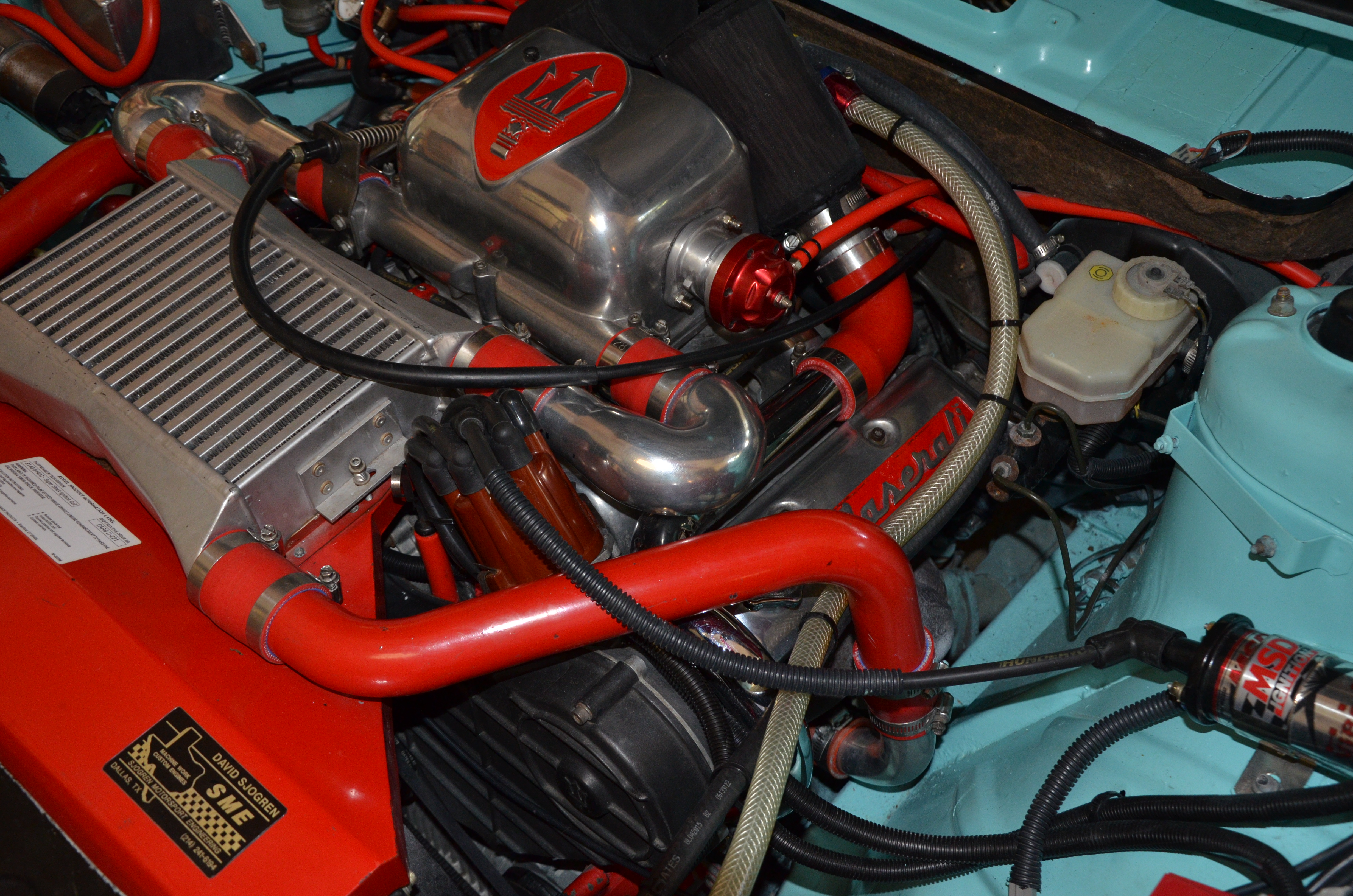
Motore da 2.5 litri di una Maserati Biturbo del 1985, una delle prime applicazione di multi-turbo su una vettura di serie.

Il multi turbo è un sistema turbocompressore che utilizza due o più unità invece che la soluzione singola; queste unità possono essere collegate in due modi:

#### Sequenziale
Questo sistema utilizza diverse unità con caratteristiche diverse, per alimentare il propulsore in varie situazioni di carico motore.
Generalmente si utilizza un sistema doppio, dove c'è una turbocompressore piccolo, che ha una risposta veloce all'acceleratore a regimi medio-bassi, ma con una ridotta capacità di portata d'aria di alimentazione, mentre l'altro turbocompressore è di dimensioni medio-grandi, con una risposta lenta all'acceleratore a regimi medio-bassi, ma con portate d'aria di alimentazione notevoli a pieno carico. 
Queste unità vengono utilizzate in momenti diversi, e l'intero funzionamento dei turbocompressori è legato alla gestione dei flussi di scarico e alla loro azione sulle giranti delle turbine. Quindi l'azione di un sistema sequenziale si può suddividere in tre passi:
- bassi regimi del propulsore, in questa situazione i gas di scarico vengono convogliati tutti sulla turbina più piccola e, nell'intervallo di giri di passaggio dai bassi ai medi regimi, una parte dei gas di scarico viene convogliata anche alla turbina più grande;
- medi regimi, in questa situazione i gas di scarico vengono convogliati su entrambe le turbine e, nel passaggio dai medi agli alti regimi, i gas di scarico vengono convogliati principalmente alla turbina più grande.
- Alti regimi, in questa situazione i gas di scarico vengono convogliati tutti sulla turbina più grande, mentre quella piccola viene totalmente bypassata.

Questa procedura permette d'avere un funzionamento molto lineare del sistema di sovralimentazione, con una risposta più rapida al comando del gas. Di contro, la gestione elettronica delle valvole che consentono di realizzare i vari transitori è molto complessa, per cui questa combinazione risulta molto costosa e difficile da mettere a punto.

#### Parallelo
Questo sistema convoglia i gas esausti provenienti dai collettori di scarico del motore, suddividendoli in parti uguali sui vari sistemi turbo, che, in questo caso, sono identici e alimentano parti uguali e distinte del motore, o possono funzionare in modo diverso a seconda del regime di giri e della condizione di carico motore a cui si trova il propulsore.
Nell'esempio di un sistema a doppio turbo, le turbine ricevono, sul lato di scarico, la parte di gas esausti proveniente da una metà del motore e alimentano l'altra metà del motore sul lato di aspirazione.
Mentre nei sistemi più sofisticati le diverse turbine, sul lato caldo, vengono utilizzate in modo diverso a seconda del regime, facendo funzionare più turbine in parallelo all'aumentare del regime del motore.
Questo sistema permette di ridurre il ritardo di risposta del sistema e, inoltre, permette il funzionamento del motore anche con una turbina danneggiata, con il difetto di avere un costo elevato.

## Evoluzioni
Per migliorare l'efficienza e rendimento del sistema turbo e del suo arco di funzionamento sono state sviluppate diverse soluzioni.

### Twin Scroll

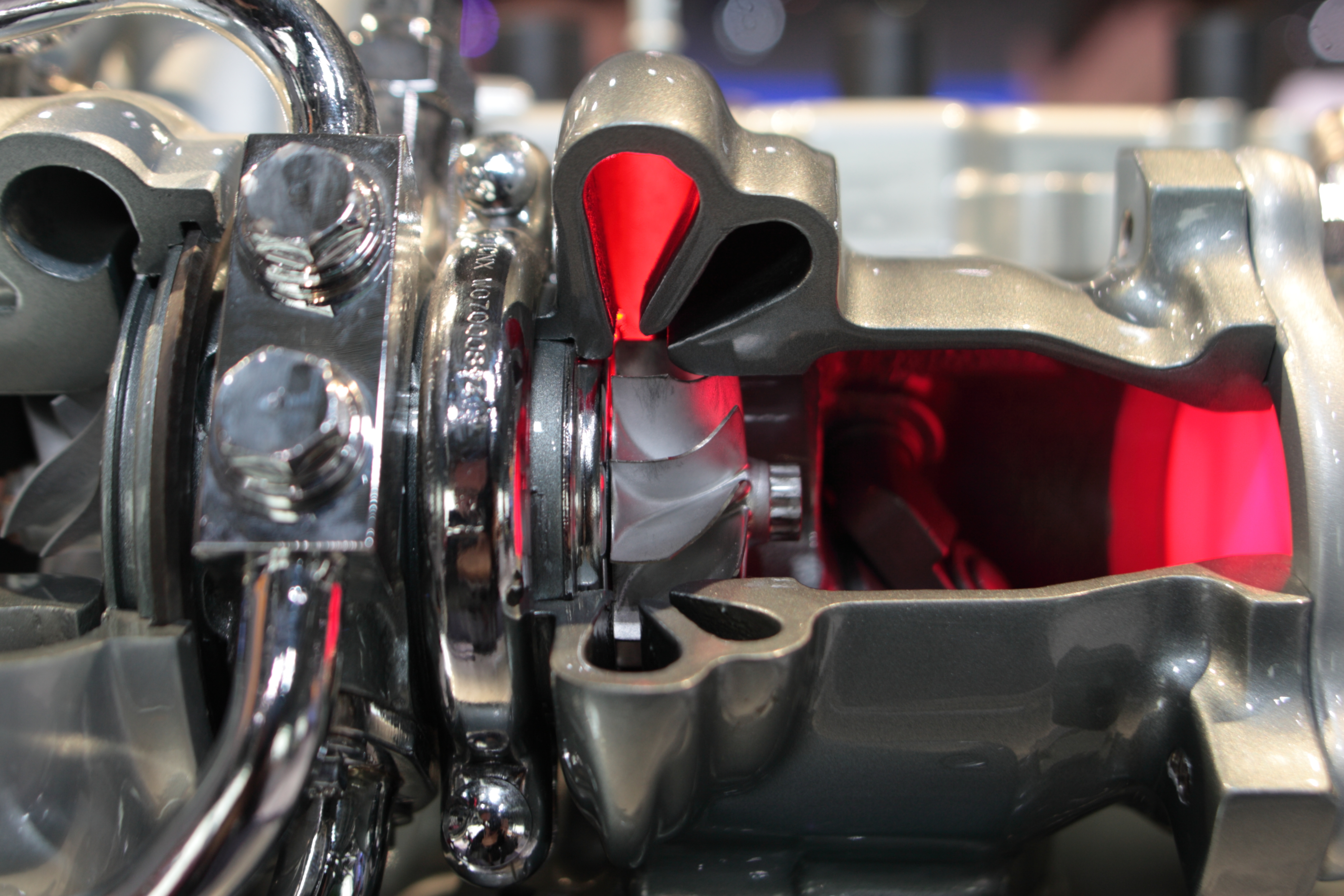
Sezione laterale di un Turbo Twin Scroll. Notare le due "U" sulla chiocciola della turbina (di cui una in rosso), che rappresentano i due collettori di alimentazione tipici di questi turbocompressori.

Il Twin Scroll Turbo o semplicemente Twin Scroll è un sistema in cui un singolo turbocompressore funziona con due canali di gas di ingresso, anziché uno solo come nei normali turbo o "monoturbo". Il turbocompressore ha due ingressi per i gas di scarico e due ugelli, uno più piccolo e più angolato per una risposta più rapida e uno più grande meno angolato per massimizzare le prestazioni. Ciò permette di migliorare l'ingresso dei gas di scarico nella turbina e di aumentarne al contempo pressione e potenza. Il carter di ingresso è sdoppiato, pertanto i collettori di scarico dei cilindri confluiscono a coppie e questo fa sì che il flusso d'ingresso dei gas sia più efficiente. Quindi i gas di scarico, dovendo attraversare un condotto a sezione dimezzata nella stessa unità temporale, si muovono più velocemente e con maggiore forza, facendo sì che ai bassi giri si abbia una minore inerzia. A parità di volume di gas di scarico in ingresso al turbocompressore, i gas di scarico investono le giranti della turbina con quasi il doppio della velocità.
Questo accorgimento viene usato principalmente nei motori 4 cilindri, in cui i collettori di scarico sono accoppiati nello schema 2-2, in cui i cilindri 1 e 4 vanno insieme con i cilindri 2 e 3, entrando in modo separato dentro la chiocciola di scarico del turbo, così da mantenere sempre delle pulsazioni di gas ordinate, in modo da diminuire il turbo lag.
I vantaggi di questo sistema sono una risposta più pronta del motore rispetto a un turbo normale grazie alla maggiore pressione di esercizio e di conseguenza anche una maggiore potenza ai bassi regimi di rotazione e rispetto alla doppia sovralimentazione si ha una minore occupazione di volume e di spazio nel vano motore, il che lo rende ideale da usare su propulsori di bassa cilindrata o in autovetture dalle ridotte dimensioni come utilitaria e superutilitaria.

### Turbocompressore a geometria variabile
Concettualmente è identico al turbocompressore classico, ma la differenza più grande da quest'ultimo è insita nella girante motrice o di scarico. Nel caso del turbo a geometria variabile, la girante della turbina è, infatti, circondata da un anello di palette statoriche che sono a incidenza variabile. Il movimento di tali palette statoriche, controllato dalla centralina elettronica o tramite un depressore, consiste nella variazione del loro angolo d'incidenza rispetto alle palette rotanti della girante motrice. In funzione del regime di rotazione, queste vengono chiuse o aperte per favorire la velocità o la portata dei gas esausti, a seconda dei regimi di funzionamento del motore. Ciò porta a una maggiore flessibilità e adattabilità di comportamento rispetto al turbocompressore a geometria fissa, dato che, sfruttando l'incidenza variabile delle palette statoriche sul lato caldo di scarico, un turbo a geometria variabile consente di ottenere la stessa bassa inerzia di un turbo di piccole dimensioni e una portata d'aria di alimentazione elevata (e, quindi, potenza elevata del motore) di un turbo di grandi dimensioni. Il campo di applicazione più vasto è quello dei turbodiesel ad alta pressione di iniezione, come i common-Rail e gli iniettore-pompa.